# بلویو (ایتالیا)
بلویو (به ایتالیایی: Blevio) یک کومونه در ایتالیا است که در استان کومو واقع شده‌است. بلویو ۵٫۹ کیلومتر مربع مساحت و ۱٬۲۶۸ نفر جمعیت دارد و ۲۳۱ متر بالاتر از سطح دریا واقع شده‌است.